# Buderhof
Buderhof  ist ein Gemeindeteil des Marktes Schnaittach im Landkreis Nürnberger Land (Mittelfranken, Bayern). Buderhof liegt in der Gemarkung Hormersdorf.

## Lage
Der Weiler liegt auf der Hersbrucker Alb und bildet mit Hormersdorf im Westen eine geschlossene Siedlung. Buderhof ist mit der Buderhofstraße identisch. Diese führt zur Hormersdorfer Hauptstraße (=Kreisstraße LAU 11). In östlicher Richtung liegen die Erhebungen Herrensitz (561 m ü. NHN) und Bützenberg (574 m ü. NHN).

## Geschichte
Mit dem Gemeindeedikt (frühes 19. Jahrhundert) wurde Buderhof dem Steuerdistrikt Hormersdorf und der Ruralgemeinde Hormersdorf zugewiesen. Im Zuge der Gebietsreform in Bayern wurde Buderhof am 1. Januar 1972 nach Schnaittach eingemeindet.